# Seventeen (アメリカの雑誌)
『Seventeen』 （セブンティーン） は、アメリカ合衆国のファッション雑誌。10代の少女を対象にしている。1944年創刊。

## 概要
『セブンティーン』（Seventeen） は、アメリカのティーンエイジャー向けの雑誌で、1944年、ウォルター・アネンバーグのトライアングル・パブリケーションズ（Triangle Publications） により創刊された。その後、1988年に同社を買収したニューズ・コープにより、1991年、K-IIIコミュニケーションズ（後に「プリメディア」に改名）に売却され、さらに2003年、現在のハースト・コーポレーションに売却された。『セブンティーン』は、競争が激しい中で未だにニューススタンドの花形的存在である。主に13歳から20歳までの少女をターゲットにしている。
雑誌の内容は、ファッション、流行、セレブリティ、美容、スキンケア、髪、化粧、生活スタイルに関する情報やアドバイスである。また、栄養やエクササイズを扱う健康コーナーや、クイズ、星占いも掲載されている。記事の長さは意図的に短く抑えられている。写真は高いクオリティを誇り、常連のセレブリティと服装のテーマを際立たせ、広告は14歳から20代初めまでの主たる購買層に的を絞っており、雑誌をよく引き立てている。当初は17歳を対象としていたが、以降、内容のレベルを維持しつつ、より広い読者層を獲得する努力を続けている。

## 国際版
- インド版 - ムンバイのアプリコット・パブリケーションズ（Apricot Publications Pvt. Ltd） が発行。
- シンガポール版 - SPHマガジンズが発行。
- 南アフリカ版 - ケープ・タウンに本社を置く8インク・メディア（8 Ink Media） が発行。編集長はクウェジー・マグワザ（Khwezi Magwaza）。
- ヒスパニック版 - エディトリアル・テレビサが発行。
- フィリピン版 - サミット・メディアが発行。
- ブラジル版 - エディトーラ・アブリウが発行。
- マレーシア版 - Bluinc が発行。
- 日本版 - 集英社が発行。「Seventeen (日本の雑誌)」参照。

## 他のメディアでの展開

### ミス・セブンティーン
雑誌の宣伝活動として、『セブンティーン』はMTVと提携し、「ミス・セブンティーン」（Miss Seventeen） というコンテストのリアリティ番組を制作した。番組は2005年10月から同年12月までMTV系列で放映されたが、ほんの1シーズンだけで終了してしまった。ジェニファー・スティールが優勝者として発表され、「ミス・セブンティーン」の最新メンバーとなった。
日本版では同名のコンテストを1970年～1986年、1999年～現在まで行われている。

### アメリカズ・ネクスト・トップモデル
「アメリカズ・ネクスト・トップモデル」（America's Next Top Model） では、第7回から毎回、優勝者が『セブンティーン』の表紙に掲載されている。これまで、キャリディー・イングリッシュ、ジャスリーン・ゴンザレス、サレーシャ・ストワーズ、ホイットニー・トンプソン、マッキー・サリバンといった面々が起用され、最近では第12回の優勝者であるテヨーナ・アンダーソンが加わった。第13回の優勝者も雑誌の表紙を飾る予定である。

### ディア・セブンティーン
『セブンティーン』の編集者たちは、週一回、キング・フィーチャーズ・シンジケートで「ディア・セブンティーン」（Dear Seventeen） という相談コーナーを担当している。このコーナーでは、身体イメージから日常の厄介事に至る様々な事柄について、アドバイスを求めて投稿してくる少女たちの相談に応じている。